# Луканичи
Луканичи — посёлок в Стародубском муниципальном округе Брянской области.

## География
Находится в западной части Брянской области, на расстоянии приблизительно 15 км по прямой на восток-северо-восток от районного центра города Стародуб.

## История
На карте 1941 года был уже показан как посёлок с 17 дворами. До 2020 года входил в состав Десятуховского сельского поселения Стародубского района до их упразднения.

## Население
Численность населения: 6 человек в 2002 году (русские 100 %), 1 в 2010.